# Craugastor longirostris
Espèce
Synonymes
- Hylodes longirostris Boulenger, 1898
- Eleutherodactylus longirostris (Boulenger, 1898)

Statut de conservation UICN

 LC  : Préoccupation mineure
Craugastor longirostris est une espèce d'amphibiens de la famille des Craugastoridae.

## Répartition
Cette espèce se rencontre du niveau de la mer à 1 200 m d'altitude :
- dans l'est du Panama,
- en Colombie le long du Pacifique et dans le nord de la vallée de la Magdalena,
- dans l'ouest de l'Équateur.

## Description
L'holotype mesure 50 mm.

## Publication originale
- Boulenger, 1898 : An account of the reptiles and batrachians collected by Mr. W. F. H. Rosenberg in western Ecuador.  Proceedings of the Zoological Society of London, vol. 1898, no 1, p. 107-126 (texte intégral).